# 東條チカ
東條 チカ（とうじょう チカ）は日本の漫画家。主にライトノベルのコミカライズを担当する。スタジオ東條代表。男性。旧ペンネームは戸田 陽近（とだ ようちか）。

## 概要
介錯のアシスタント出身。

## 作品リスト

### 漫画作品

#### 連載中
- 幼女戦記（原作：カルロ・ゼン、キャラクター原案：篠月しのぶ、『月刊コンプエース』2016年6月号 - 連載中、既刊32巻）
- 機動戦士ガンダム 水星の魔女 ヴァナディースハート（原作：矢立肇、富野由悠季、シナリオ：米山昴、企画協力：HISADAKE、『月刊ガンダムエース』2023年5月号 - 連載中、既刊3巻）

#### 連載終了
- デスペラード・ハニー! (『comicキャンドール』2011 Vol.90 - 2011 Vol.95 → コミックキューガール』2012年No.1 廃刊により終了) ※戸田陽近名義
- コードギアス 双貌のオズ SIDE：オルドリン（原作：谷口悟朗、『ニュータイプエース』2012年4月 - 2013年7月、全5巻）
- コードギアス 双貌のオズO2 SIDE：オルドリン（原作：谷口悟朗、『月刊コンプエース』2013年8月 - 2016年2月、全5巻）
- 反逆のソウルイーター ～THE REVENGE OF THE SOUL EATER～（原作：玉兎、キャラクター原案：夕薙、『コミック アース・スター』2020年3月27日 - 2023年5月11日、全3巻）

#### 書籍
- キンクロ (ヤングチャンピオン烈コミックス、2009年8月20日) ※戸田陽近名義

#### アンソロジー
- 境界線上のホライゾン -4コマ公式アンソロジ-（電撃コミックスEX、2012年10月27日)
- 魔弾の王と戦姫 アンソロジー (KADOKAWA〈MFコミックス フラッパーシリーズ〉、2014年10月23日)
- 艦隊これくしょん -艦これ- コミックアラカルト 舞鶴鎮守府編 八 (カドカワコミックス・エース、2015年7月10日)

### 成人向け漫画作品
- 華のパレット 1 (2008年、オークス〈華陵COMICS〉、ISBN 4-86105-569-5) ※戸田陽近名義
- 蜜辱キャンバス　華のパレット 2 (2011年、オークス〈華陵COMICS〉、ISBN 4-79900-116-7) ※戸田陽近名義

#### アンソロジー
- 激マガ マガジ○系アニパロアンソロジー (2006年、オークス〈OKS COMIX〉、ISBN 4-86105-398-6) ※戸田陽近名義
- スクールメイト 3年4組の卒業アルバム (2008年、オークス〈XOコミックス〉、ISBN 4-86105-573-3) ※戸田陽近名義
- 華陵EX 01 姉さんは年下攻めがお好き (2009年、オークス〈華陵COMICS〉、ISBN 4-86105-723-X) ※戸田陽近名義
- 華陵EX 02 特集 デレになんてならないもん (2009年、オークス〈華陵COMICS〉、ISBN 4-86105-743-4) ※戸田陽近名義
- 華陵EX 04 特集 ほとばしる汗、舐めちゃいたい (2009年、オークス〈華陵COMICS〉、ISBN 4-86105-805-8) ※戸田陽近名義
- 華陵EX 05 特集:ええっ、あれが女の子に…なっちゃった… (2009年、オークス〈華陵COMICS〉、ISBN 4-86105-836-8) ※戸田陽近名義
- 華陵EX 06 特集:最終兵器メガネ。 で (2010年、オークス〈華陵COMICS〉、ISBN 4-86105-866-X) ※戸田陽近名義
- 華陵EX 07 特集:センセイも「あッー！」したい (2010年、オークス〈華陵COMICS〉、ISBN 4-86105-897-X) ※戸田陽近名義

### イラスト
- 一番くじ コードギアス～キセキの10周年～ D賞アクリルボード『双貌のオズ』 (2016年12月3日)

### その他
- 境界線上のホライゾン PORTABLE 初回限定版同梱特典 スペシャルファンブック 超豪華！マンガ家からのお祝い4コマ集 (2013年2月28日)